# Live from Russia
| Recensione             | Giudizio |
| ---------------------- | -------- |
| AllMusic               |          |
| Encyclopaedia Metallum | 85/100   |
| Truemetal.it           | 78/100   |

Live from Russia è il primo album dal vivo della band heavy metal tedesca U.D.O., pubblicato nel 2001.

## Tracce

### CD 1
1. Holy
2. Raiders of Beyond
3. Midnight Mover (Accept cover)
4. Independence Day
5. Metal Eater
6. Protectors of Terror (Accept cover)
7. Animal House
8. Turn Me On (Accept cover)
9. Drum Solo
10. T.V. War (Accept cover)
11. No Limits
12. Run If You Can (Accept cover)
13. Winter Dreams (Accept cover)
14. In the Darkness

### CD 2
1. Like a Loaded Gun (Accept cover)
2. Recall the Sin
3. Break the Rules
4. Midnight Highway (Accept cover)
5. Heaven Is Hell (Accept cover)
6. Monster Man
7. Living on a Frontline
8. Heart of Gold
9. Shout It Out
10. Cut Me Out
11. I'm a Rebel (Accept cover)
12. They Want War

## Formazione
- Udo Dirkschneider: voce
- Stefan Kaufmann: chitarra
- Igor Gianola: chitarra
- Fitty Wienhold: basso
- Lorenzo Milani: batteria